# 卡塔尔—美国关系
卡塔尔－美国关系是指卡塔尔与美国之间的双边关系。卡塔尔和美国是战略上的盟友。

## 历史
美国于1972年3月19日与卡塔尔建立外交关系，当时外交官威廉·斯托尔茨弗斯会见了卡塔尔政府官员并递交了国书。自从1973年3月美国驻多哈大使馆开放以来，两国的双边关系不断扩大。第一位驻美大使于1974年7月到任。卡塔尔和美国在加强波斯湾安全的中东地区外交行动上密切协调。两国还有广泛的经济联系，特别是在碳氢化合物领域。卡塔尔还在该地区发展了国际教育机构，以满足中东市场的需要。卡塔尔还拥有美国的军事设施。

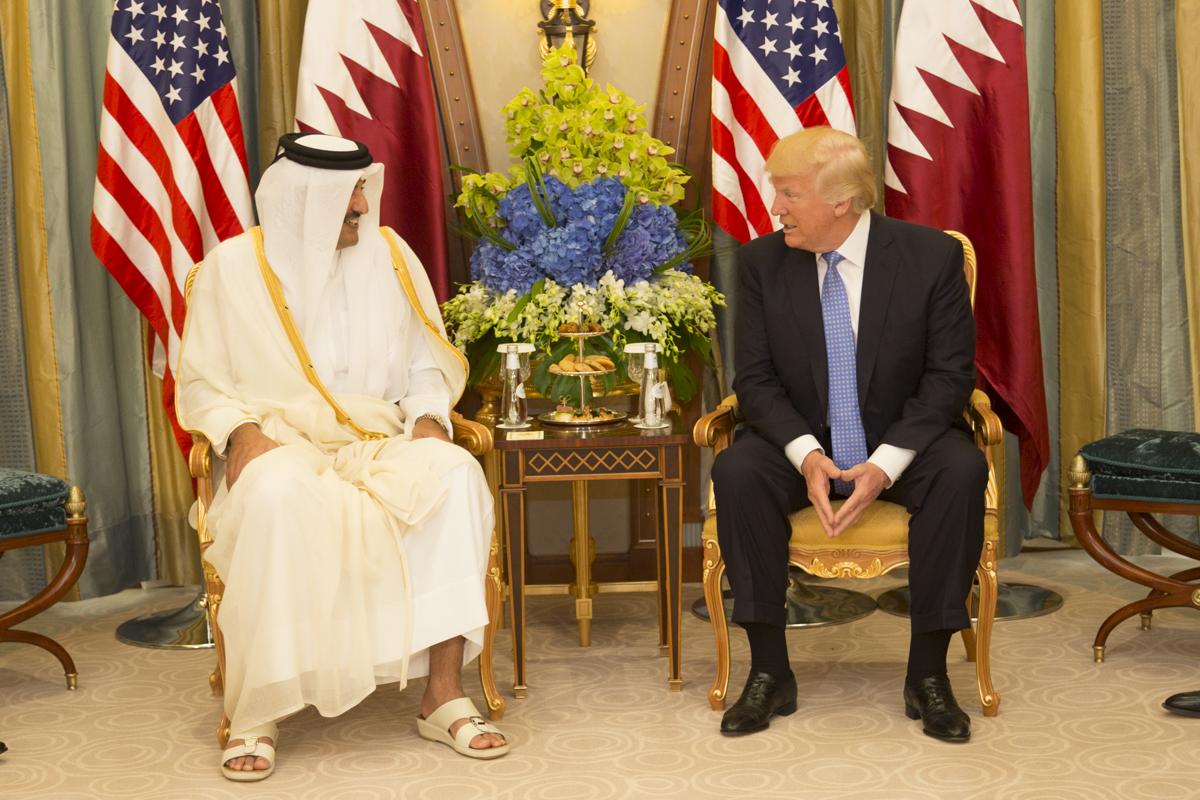
2017年5月，美国总统唐纳德·特朗普与卡塔尔埃米尔塔米姆·本·哈迈德·阿勒萨尼

在2017年卡塔尔外交危机期间，美国总统唐纳德·特朗普在推特上发表了一系列推文，声称是他策划了这场外交危机。6月6日，特朗普在推特上发文称:“在我最近的中东之行中，我声明不能再资助激进的意识形态。这些激进的意识形态的领导者都指向了卡塔尔——看!”